# Colonna dell'Abbondanza
La colonna dell'Abbondanza, o della Dovizia, è un monumento del centro storico di Firenze, situato in piazza della Repubblica. La colonna pare sostituisse, a partire dal 1430, un monumento analogo romano che segnava, nel foro, il centro della città, all'incrocio tra cardo e il decumano maggiori. Per secoli fulcro del Mercato Vecchio, fu smontata nel 1885 durante il "Risanamento", e ricollocata solo nel 1955.
La statua della Dovizia o Abbondanza sulla sommità, originariamente di Donatello, si è sgretolata ed è stata rifatta più volte: oggi si vede una replica in vetroresina che imita la pietra serena della statua che fece Mario Moschi negli anni '50, a sua volta riproducente un'opera di Giovanni Battista Foggini del 1721.

## Storia e descrizione

### La colonna romana

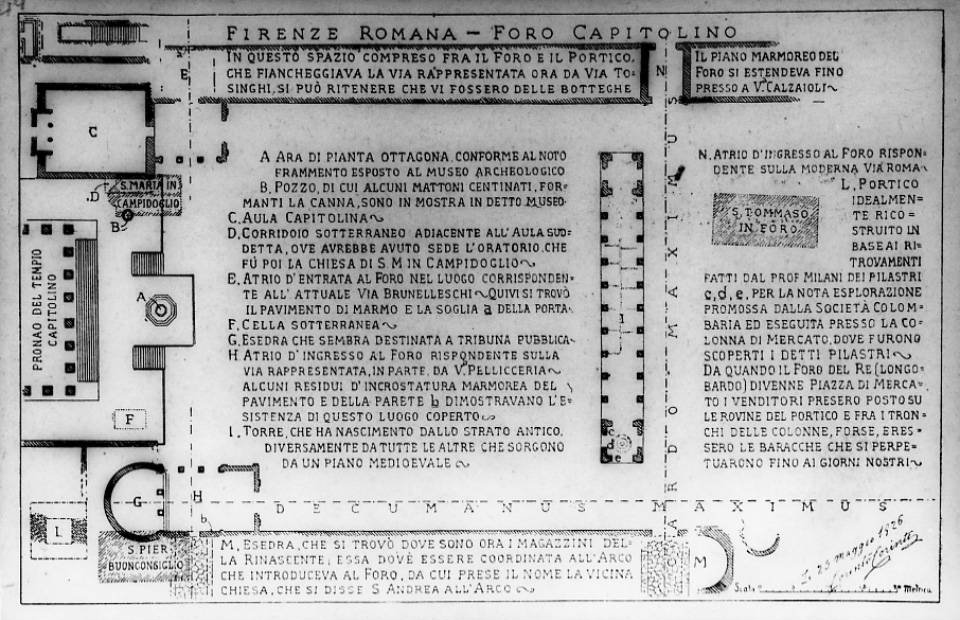
Corinto Corinti, ricostruzione della pianta del foro romano di Firenze, con tracce di un portico a colonne rinvenute sotto la colonna di mercato

La colonna odierna si erge più o meno nel punto in cui, ai tempi della Florentia romana, si incrociavano il cardo e il decumano massimi, a segnare il centro della città: quasi sicuramente, visto il valore simbolico del luogo, doveva quindi trovarsi qui già in antico una colonna o un traguardo. È una leggenda cittadina che una prima colonna romana esistesse ancora nel Medioevo e che fosse stata trasportata nel battistero assieme all'altrettanto leggendaria statua di Marte o, secondo un'altra versione, che i pezzi della colonna romana fossero stati atterrati e inglobati nel basamento di una colonna medievale qui ricollocata, in segno di continuità.
Un documento del XV secolo ricorda come comunque qui esistesse ancora una colonna prima dell'erezione dell'attuale, e che questa venne poi trasferita in piazza San Felice (ma non si tratta della colonna di San Felice poiché questa venne cavata ed eretta ex-novo nel XVI secolo).
Nel 1887 venne effettivamente trovato un mozzicone di colonna in granito sotto il basamento della colonna quattrocentesca, che era fissato con della malta fino a un livello di pavimento dell'epoca romana. Più che di una colonna onoraria tuttavia il Milani ipotizzò che, con altri frammenti di pilastri trovati sotto il tabernacolo di Santa Maria della Tromba, si trattasse di un porticato simile al portico di Ottavia a Roma, che decorava il lato del foro opposto al tempio Capitolino. Tale ipotesi venne illustrata da Corinto Corinti, ma c'è anche chi enfatizzò questa scoperta legandola alla leggendaria "colonna" onoraria romana, su cui i Fiorentini avrebbero voluto ricostruire il monumento, addirittura collegandolo ai resti con un palo di ferro.

### La colonna quattrocentesca

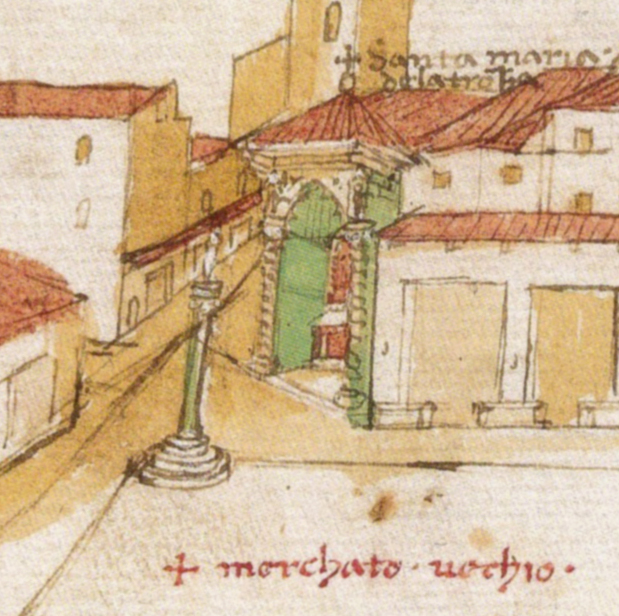
Illustrazione nel Codice Rustici, 1447-1452 circa

In ogni caso l'attuale monumento, con il fusto in granito grigio dell'Elba, fu eretto nel 1430 dagli Ufficiali di Torre, i quali avevano ottenuto nel 1429 l'autorizzazione a utilizzare una colonna situata presso il campanile di Giotto dagli Operai del Duomo, su intercessione dell'Arte della Lana. Vasari invece scrisse che la colonna proveniva dal battistero, ma come osservò già il Baldinucci, in quel caso l'autorizzazione sarebbe dovuta arrivare tramite l'arte dei Mercatanti, patroni del battistero stesso. Tuttavia la similitudine con alcune colonne dello stesso materiale lungo il perimetro interno del monumento ottagonale hanno fatto pensare che la colonna concessa fosse un avanzo di costruzione dello stesso, depositata presso Santa Maria del Fiore da così tanto tempo da farla ritenere ai Consoli del Duomo come di loro proprietà.
Il nuovo monumento venne inaugurato poco dopo il capodanno fiorentino, il 30 marzo del 1430, nella zona ormai fortemente caratterizzata per la presenza di un mercato e quindi in relazione alle attività che qui si svolgevano e alle merci che qui si vendevano. Vi venne installata infatti alla sommità una statua in pietra serena di Donatello, raffigurante la Dovizia (con allusione ai prodotti della terra che si commercializzavano), ossia una donna in piedi che reggeva con la mano sinistra una cornucopia e con la destra un cesto di frutta sulla testa. La scelta del soggetto alludeva anche alle virtù civiche celebrate dagli umanisti come Leonardo Bruni: l'opulenza era intesa come risultato dell'operosità dei cittadini e presupposto per la liberalità e la carità cristiana. 

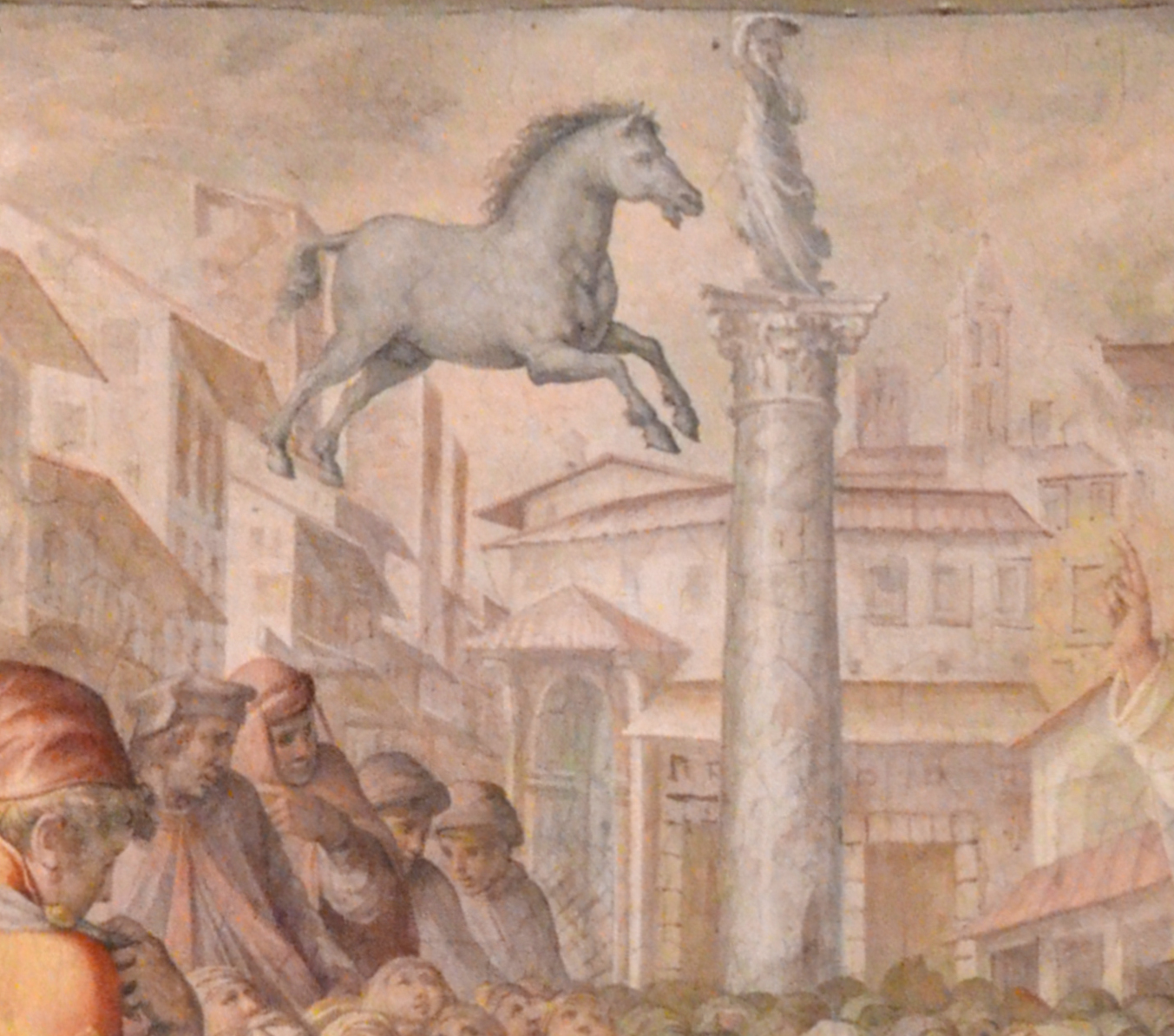
Colonna della Dovizia nell'affresco di Vasari

Un'errata lettura della raffigurazione della piazza nel Codice Rustici (1447-1452) ha fatto pensare che l'artista non avesse messo mano all'opera prima del suo ritorno da Padova (1454), contrariamente a quanto scritto dal Vasari che la ricorda come eseguita prima della partenza (1443). In realtà un abbozzo della statua è visibile anche nel Codice, ed essa è inoltre citata in una sacra rappresentazione che confermerebbe la sua datazione a un momento vicino all'erezione della colonna, nel periodo del sodalizio con Michelozzo e della realizzazione del pulpito di Prato. 
Per quanto riguarda l'aspetto della statua, perduto un disegno riferito alla mano del maestro stesso e ricordato nel XVIII secolo in possesso di padre Sebastiano Resta da Giovanni Bottari, restano comunque numerose attestazioni pittoriche e una serie di repliche in scala minore, con varianti, per lo più della bottega di Giovanni della Robbia. Tra le prime spiccano la Predica di san Pietro Martire di Giorgio Vasari nella cappella di San Pio V in Vaticano, la veduta dello Stradano nella sala di Gualdrada in palazzo Vecchio, una rappresentazione nella Città ideale riferita a Fra Carnevale nella Walters Art Gallery di Baltimora, e due vedute di Mercato Vecchio attribuite a Filippo Napoletano o alla sua scuola, una nelle collezioni della Fondazione della Cassa di Risparmio di Firenze, l'altra in collezione privata.
Sul capitello (corinzio) invece le fonti antiche tacciono: mai citato nelle fonti donatelliane, si trattava forse di un esemplare antico di spoglio.
Alla base venne realizzato un basamento a gradoni, che fungesse anche da panca di via.

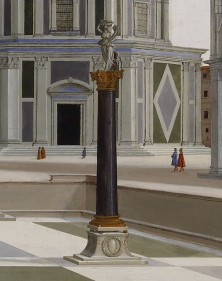
Colonna dell'Abbondanza nella Città ideale di Baltimora
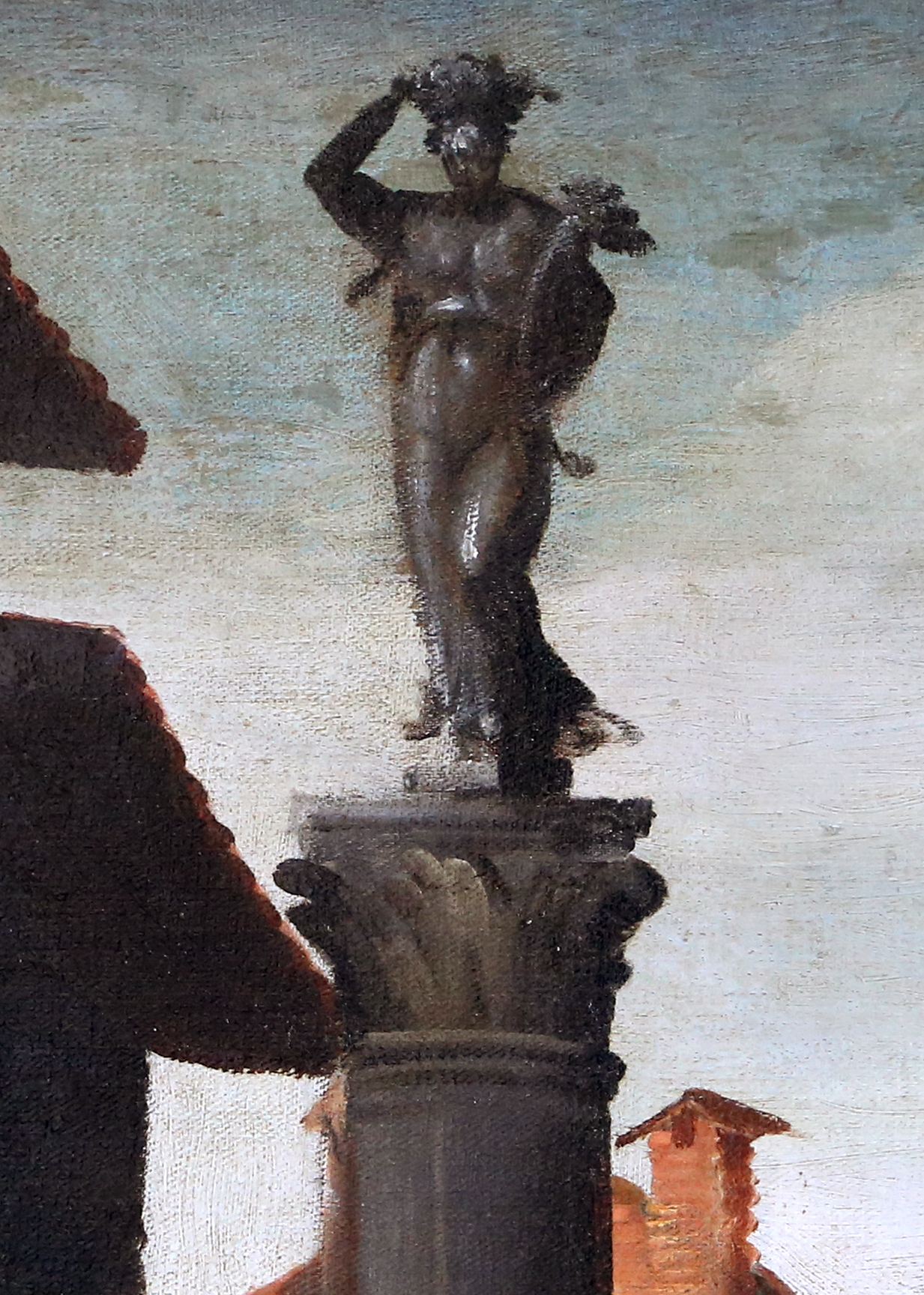
Filippo Napoletano (attr.), Piazza del Mercato Vecchio a Firenze (dettaglio), Ente Cassa di Risparmio di Firenze
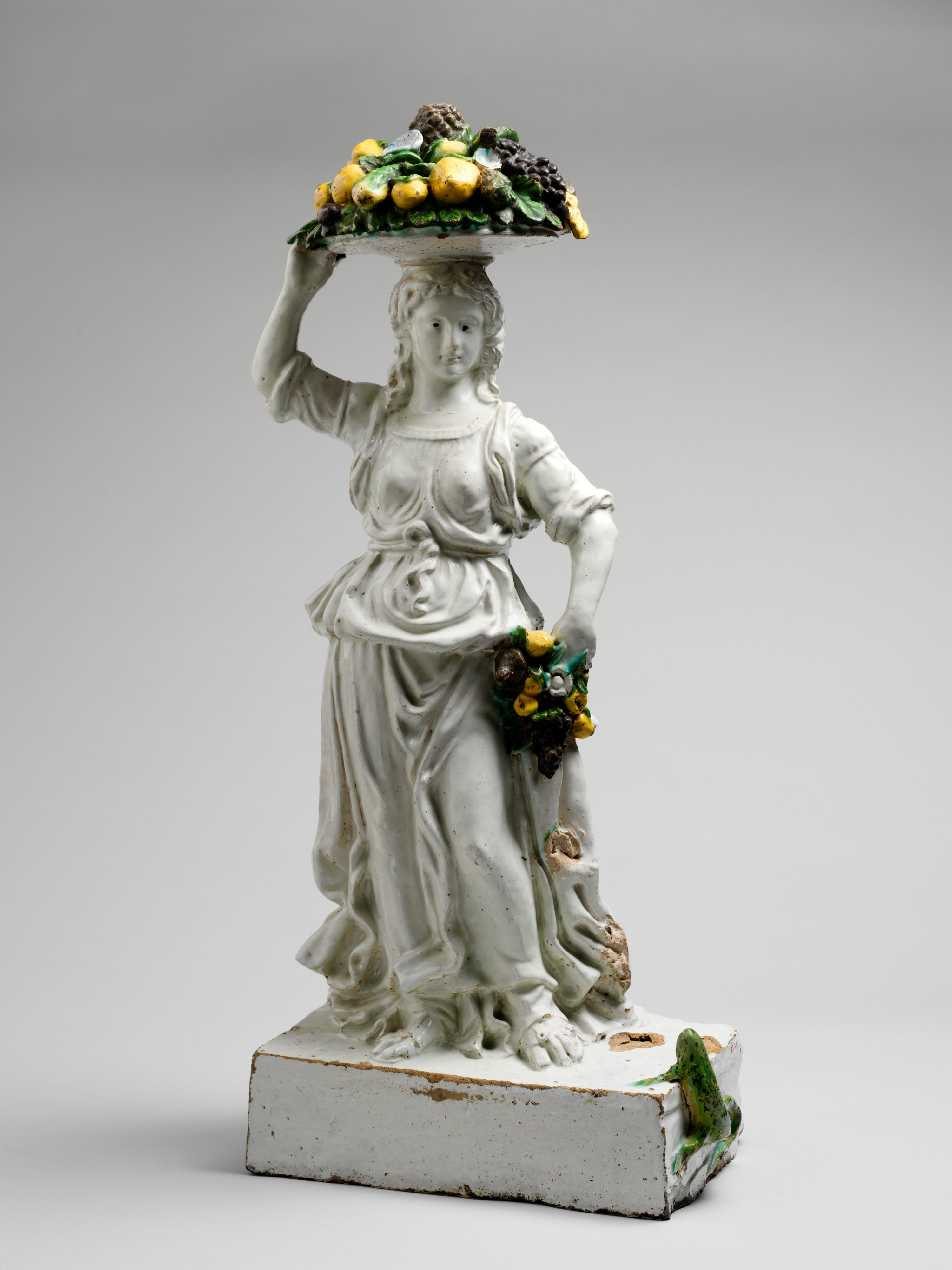
Dovizia di Giovanni della Robbia, New York, Metropolitan Museum
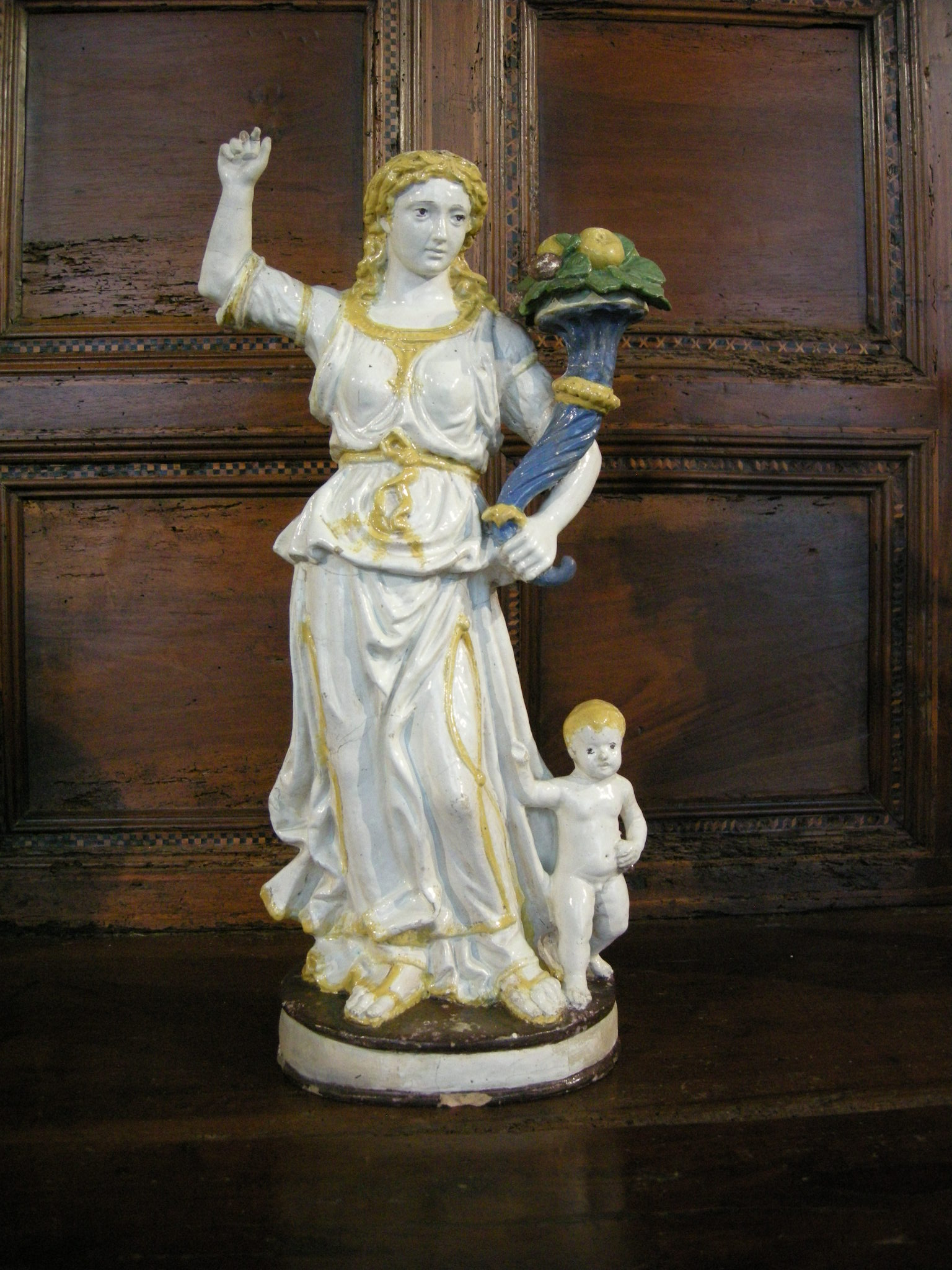
Dovizia di Giovanni della Robbia, Firenze, Museo Bardini
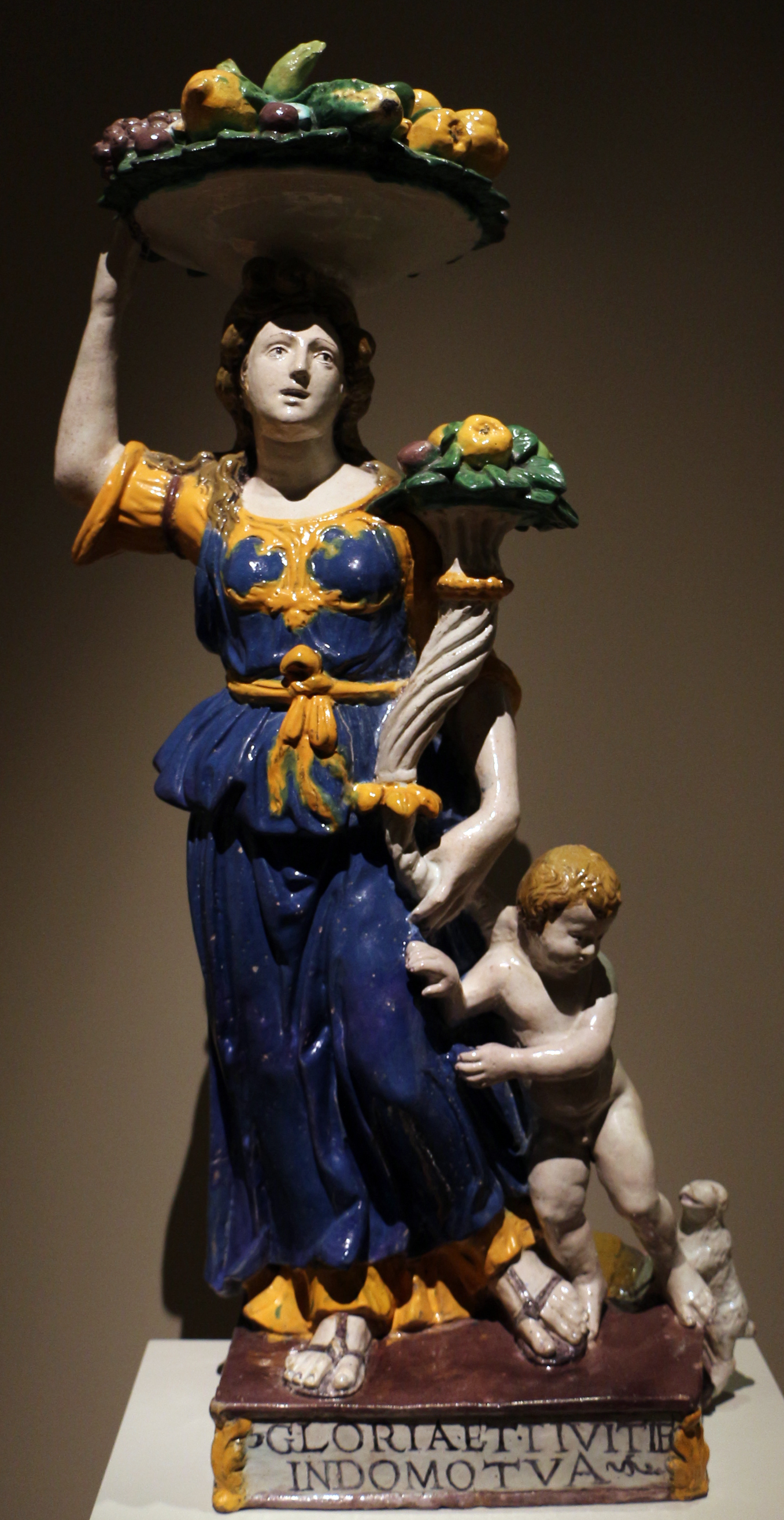
Dovizia di Giovanni della Robbia, collezione privata
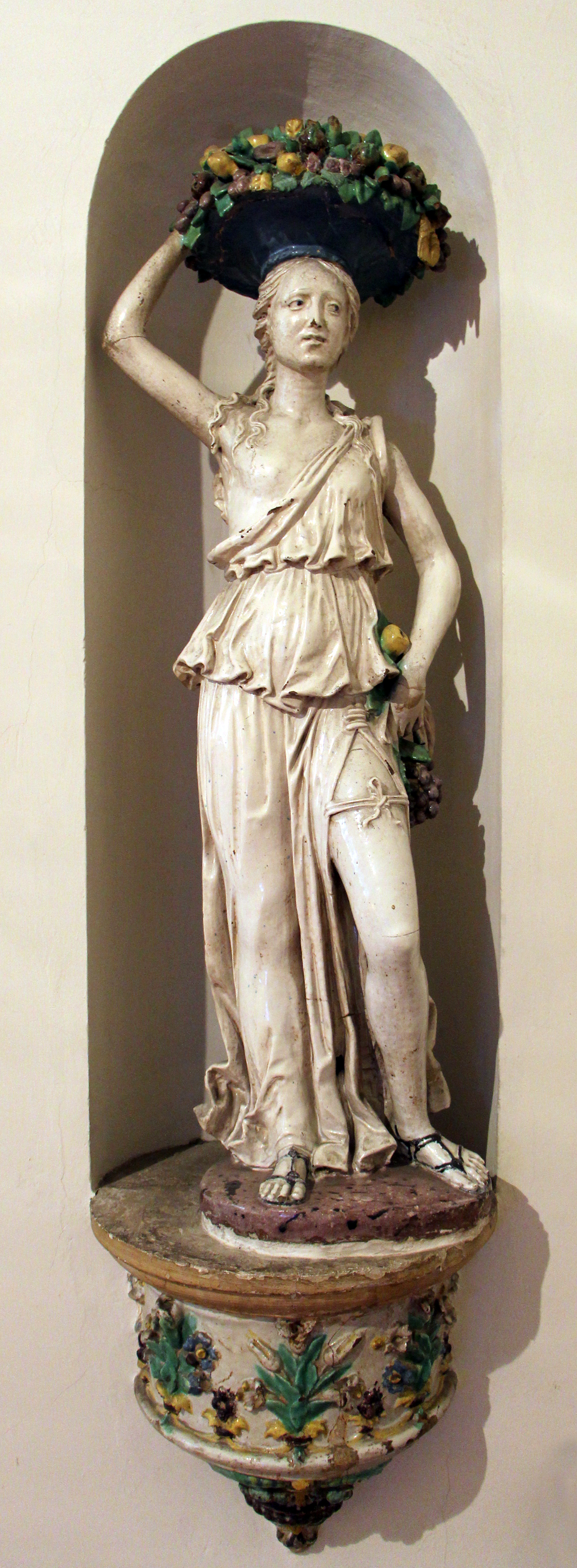
Dovizia di Mattia della Robbia, Firenze, Casa Buonarroti

### Gli inserimenti

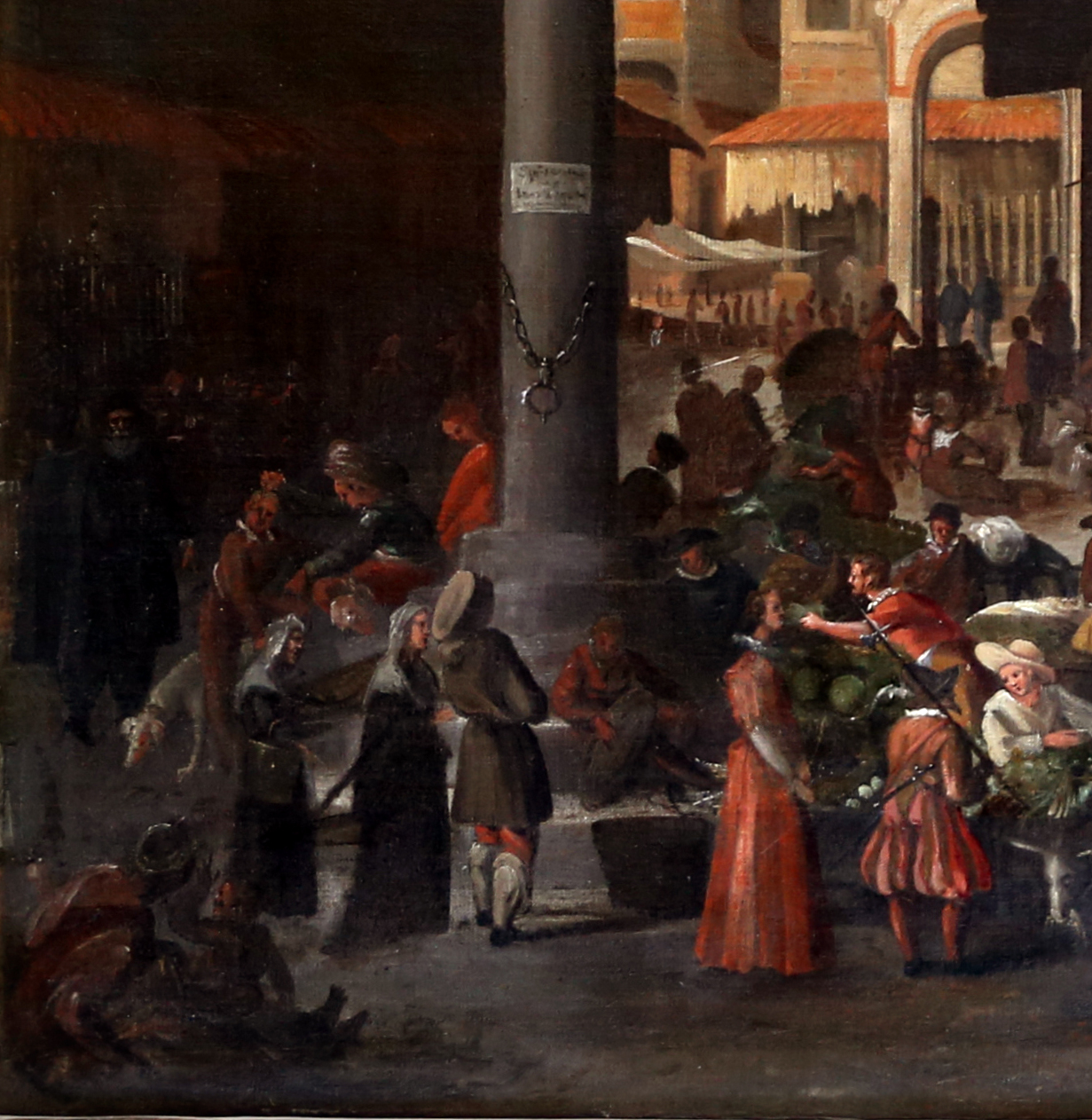
La base della colonna con le catene e l'anello della gogna, in un dipinto di Filippo Napoletano

Parallelamente a un certo decadimento della piazza e dei suoi abitanti, anche della colonna si iniziarono a fare usi impropri. In particolare, ai primi di giugno del 1504 vennero impiombate alla colonna due catene con anello in ferro per esporre alla gogna i commercianti disonesti, così come i truffatori e i debitori insolventi. Tale usanza è ricordata nel Diario di Agostino Lapini: "A dì primo di giugno, si messe e s'impiombò quello anello e collare di ferro, che è nella colonna del Mercato Vecchio, che si mette al collo di quelli che stanno lì in gogna: che non era mai stato. A questa si può conoscere che la tristezza e cattività degli uomini va crescendo". Oltre a questa punizione, in Mercato Vecchio era installata anche una forca, poco più a nord, in cui si commisuravano le pene dei tratti di fune, come rappresentato nelle tele di Filippo Napoletano e come annotato anche nella pianta del Buonsignori.
La soppressione della tortura e delle pene corporali attuata da Pietro Leopoldo nel 1786 resero inutili gli anelli, che vennero smontati: sono ancora visibili a metà altezza i fori tappati in cui questi si trovavano, e non vanno scambiati con i tre anelli che, a mo' di cinta, si trovano sulla colonna dopo la sua ultima ricollocazione e che hanno la funzione di aumentarne la resistenza nei punti più critici. 
Un altro tassello, più in alto, ricorda come qui fosse fissata una campanella, rivolta verso la loggia del Pesce a ovest, che veniva quotidianamente suonata da un magistrato della Grascia e che segnalava due ore prima del mezzogiorno il momento in cui i contadini, che ogni giorno portavano le merci dagli orti fuori città, potevano disfarsi di quanto rimasto cedendolo all'ingrosso agli ortolani e andarsene: fino ad allora essi potevano solo vendere al dettaglio. Questa usanza, riportata anche nei libri di Giuseppe Conti, è stata talvolta equivocata col suono di apertura e chiusura del mercato, che invece era affidato alla campana della chiesa di Santa Maria degli Ughi, nella vicina piazza delle Cipolle.

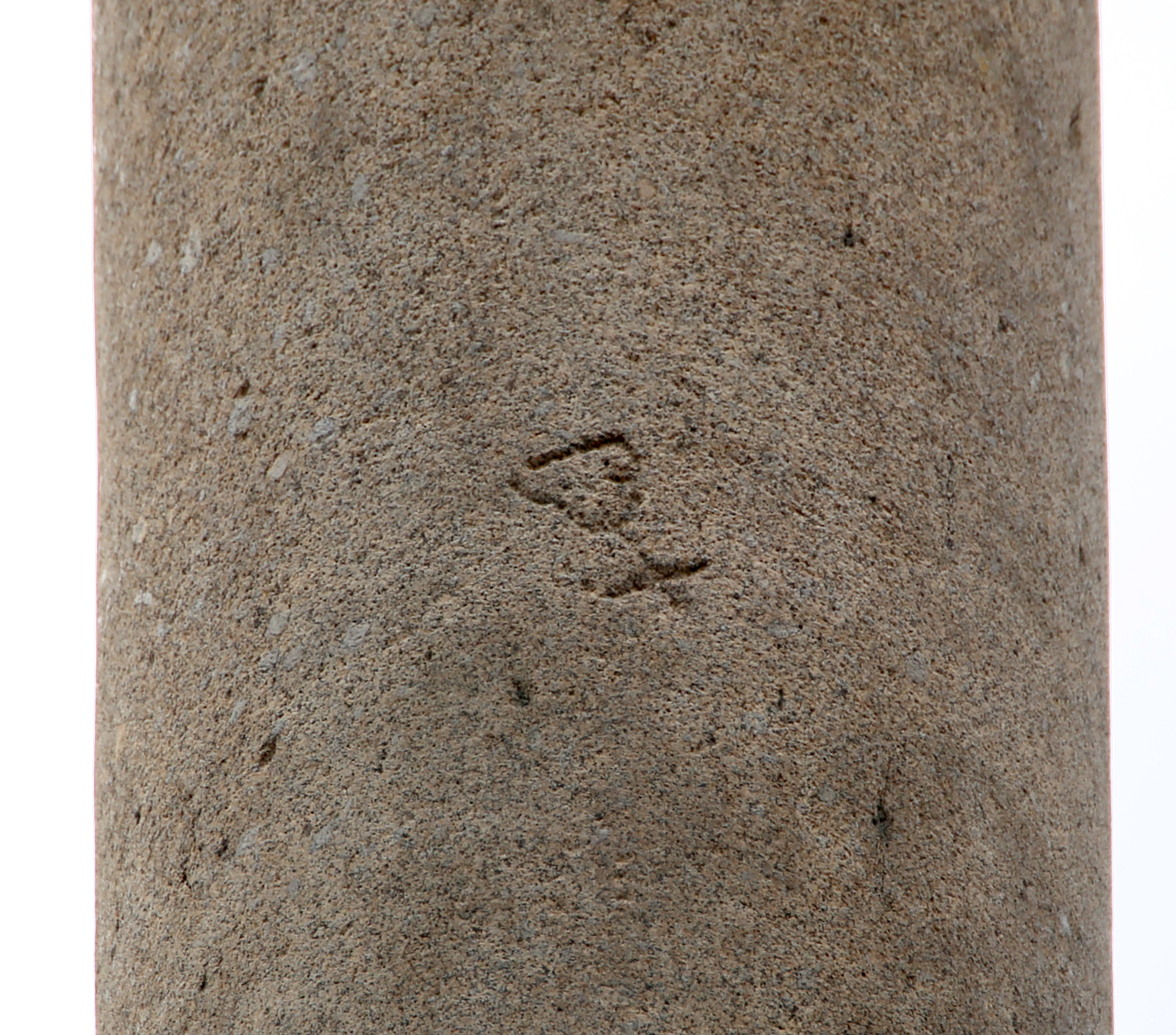
Il piccolo monte con la croce inciso
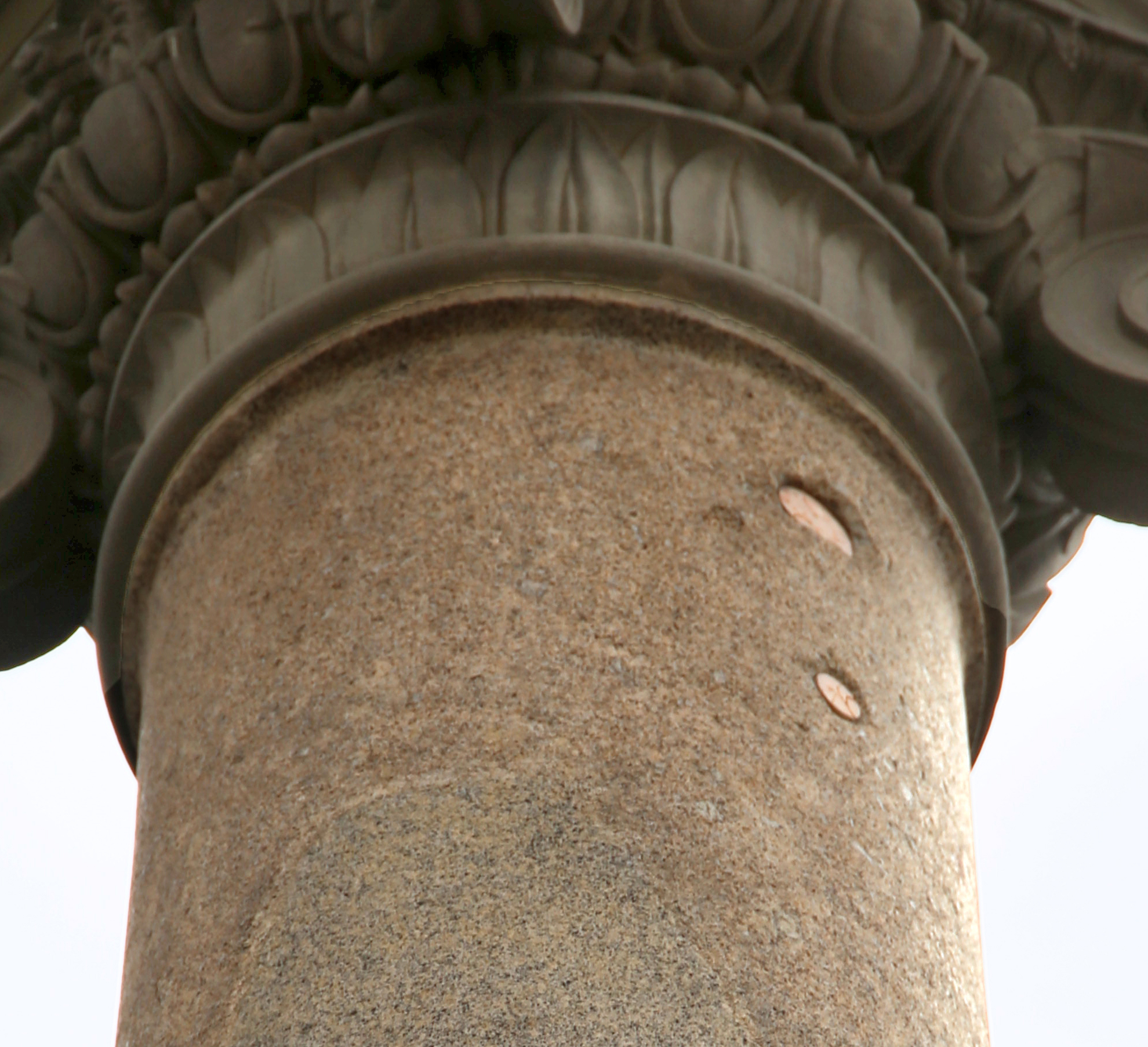
Le toppe dove era agganciata la campanella
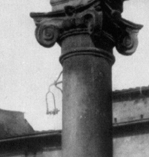
I ganci della campanella, ancora visibili nell'Ottocento

### La statua settecentesca

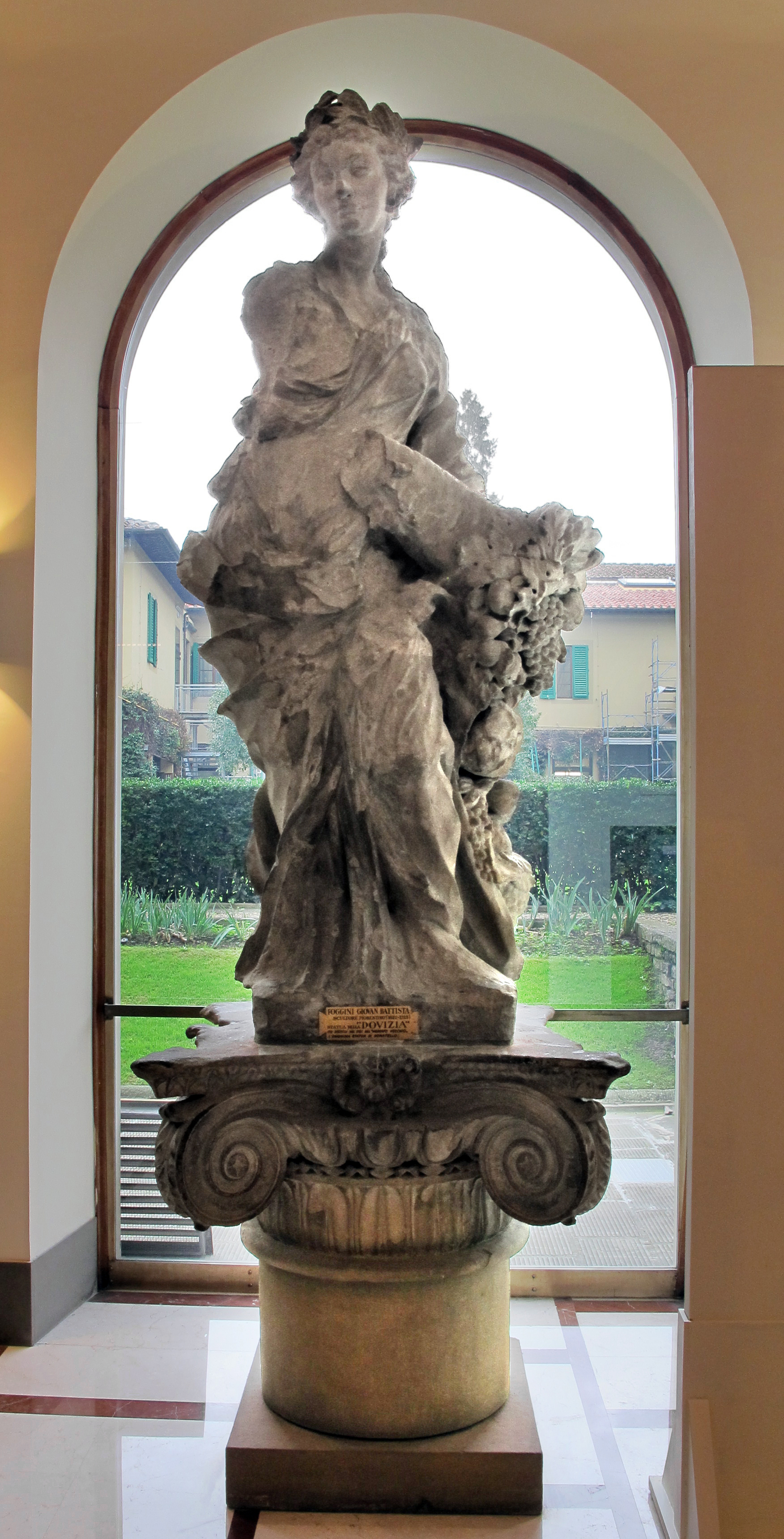
LAbbondanza del Foggini nella sede storica della Cassa di Risparmio di Firenze

All'inizio del XVIII secolo la statua di Donatello era così deteriorata dal tempo e dalle intemperie da dover essere rimossa, nel 1720-1721: Il Richa parla di una vera e propria rovina che la statua fece crollando dalla colonna durante delle intemperie, mentre Il Baldinucci, il Burgassi, il Settimanni e altri parlano di una sostituzione dell'opera ormai troppo logora. Lo stesso anno i Capitani di Parte Guelfa commissionarono a Giovanni Battista Foggini una nuova statua della Dovizia (per quanto al termine "Dovizia" si andasse sostituendo quello di "Abbondanza")  e un nuovo capitello (ionico), che vennero installati il 19 novembre 1721, come ricordava un'iscrizione posta sulla colonna, sul lato nord verso il Ghetto. Di tale iscrizione oggi non c'è più traccia, ma è ricordata da alcune fonti: forse si trattava di una pittura sulla pietra che è svanita o di una tabella andata perduta. Sicuramente l'opera venne soltanto disegnata dallo scultore e scolpita dai suoi allievi, essendo egli ormai anziano e paralizzato negli arti inferiori per una disabilità che lo tormentò tutta la vita. Si trattava una creazione autonoma, non di una copia pedissequa, con una slanciata figura femminile che reca in testa  una corona di spighe di grano, e tiene la cornucopia con entrambe le mani e rovesciata verso il basso, quasi a distribuire le sue ricchezze al popolo.
Non si sa che fine fece la statua di Donatello: alcuni hanno ipotizzato che venisse smontata e riutilizzata per quanto possibile in altre opere, come per restaurare la testa della Fede di Jacopo di Piero Guidi nei polilobi della loggia dei Lanzi Oltre che per la diversità dei materiali (marmo anziché pietra), tale ipotesi non è sostenibile perché la statua donatelliana dopo tre secoli doveva essere ormai ridotta a un mozzicone, in condizioni molto peggiori in cui si trovava la statua fogginiana quando fu rimossa un secolo e mezzo dopo. È non è forse un caso che il Foggini, pur dovendo copiare lo stesso soggetto, omise il dettaglio del braccio sollevato e del cesto sopra la testa, poiché queste parti libere e sporgenti dovettero probabilmente essere le prime a staccarsi e andare perdute.
Anche nell'opera del Foggini, oggi custodita nel palazzo della Cassa di Risparmio di Firenze in via Bufalini, un braccio che reggeva la cornucopia si è distaccato ed è andato perduto, per le note fragilità della pietra serena esposta alle intemperie.

### La colonna durante il Risanamento

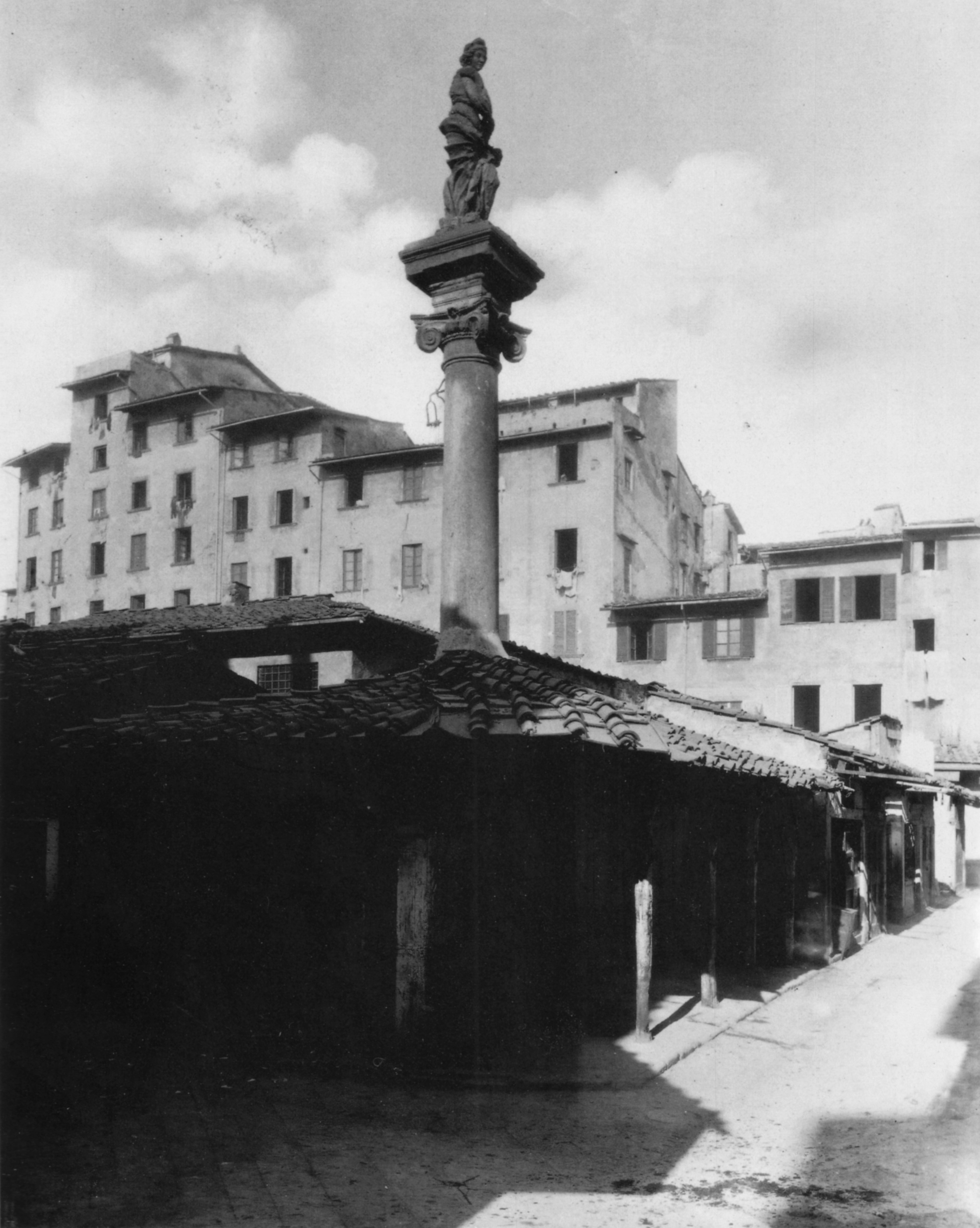
La colonna inglobata nelle botteghe del mercato nell'Ottocento

Lo sviluppo del mercato portò la colonna ad essere inglobata in una delle botteghe dell'area, con la parte alta del fusto, il capitello e la statua sporgenti oltre il tetto del piccolo edificio, così come documentano numerosi dipinti, disegni e fotografie ottocentesche. Forse in quell'epoca, approfittando della raggiungibilità della  parte alta del fusto, fu scolpito un posizione semirovesciata un piccolo monte con una croce che ancora oggi si vede, simbolo del Calvario.
In occasione delle demolizioni che interessarono l'area del Mercato Vecchio e del Ghetto ebraico tra il 1881 e il 1895 la colonna venne prima liberata, poi in seguito alla caduta di un braccio, nel marzo 1885 venne poi smontata: la statua e il capitello ricoverati nel lapidario allestito presso il museo di San Marco, il fusto nei magazzini presso Porta Romana. 
Il 3 marzo 1887 iniziarono i lavori di scavo sul sito della colonna e nella sua relazione Luigi Adriano Milani riferì di aver trovato, al di sotto di essa, a circa tre metri di profondità, un tronco di granito simile a quello della Dovizia, murato su un getto di malta profondo altri quattro metri, fino a un livello di pavimento dell'epoca romana. Come già accennato, lui ipotizzò che facesse parte di un portico dell'antico foro. I resti vennero comunque rinterrati.

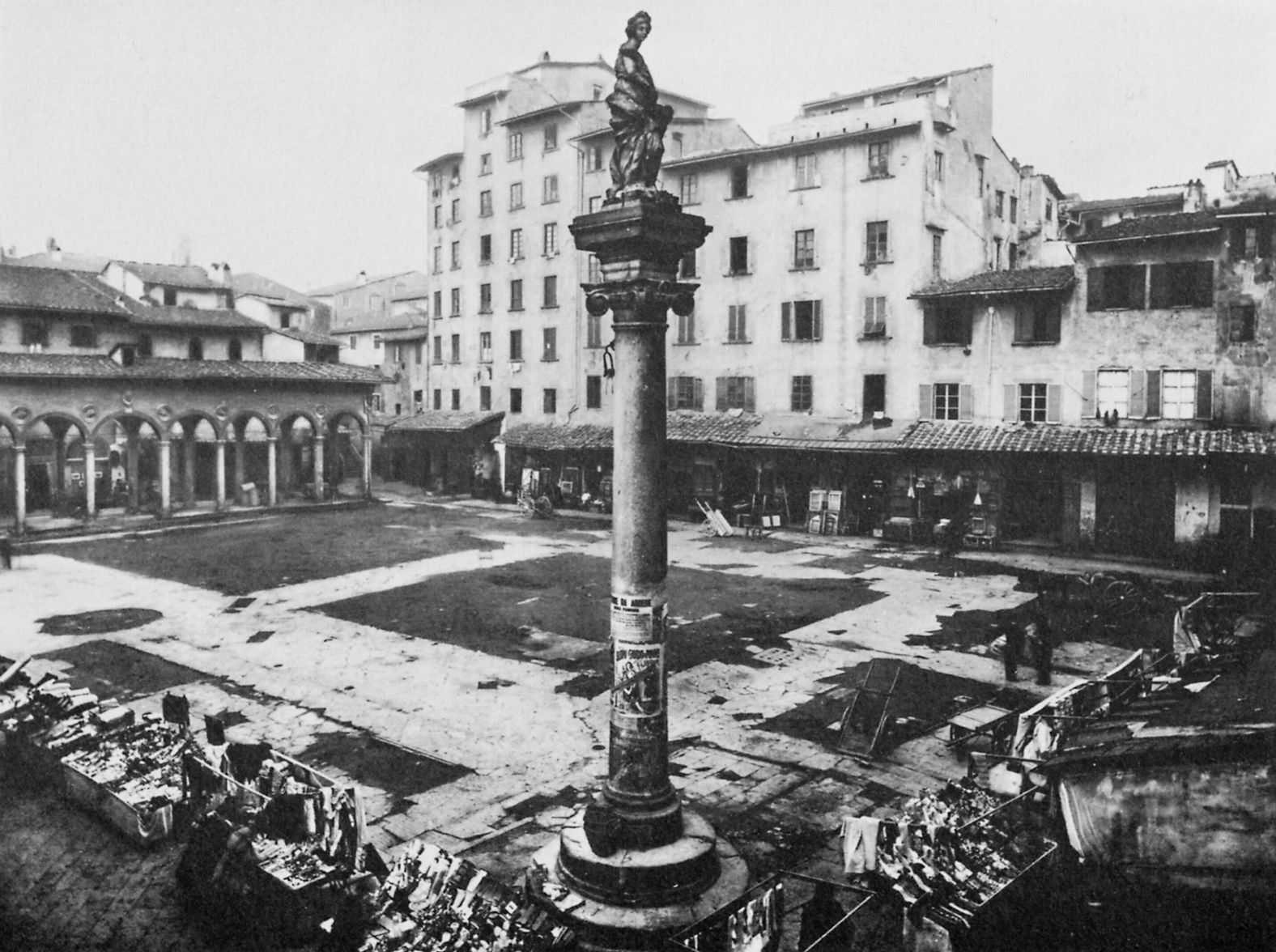
La colonna isolata dopo le prime demolizioni del 1881-1884
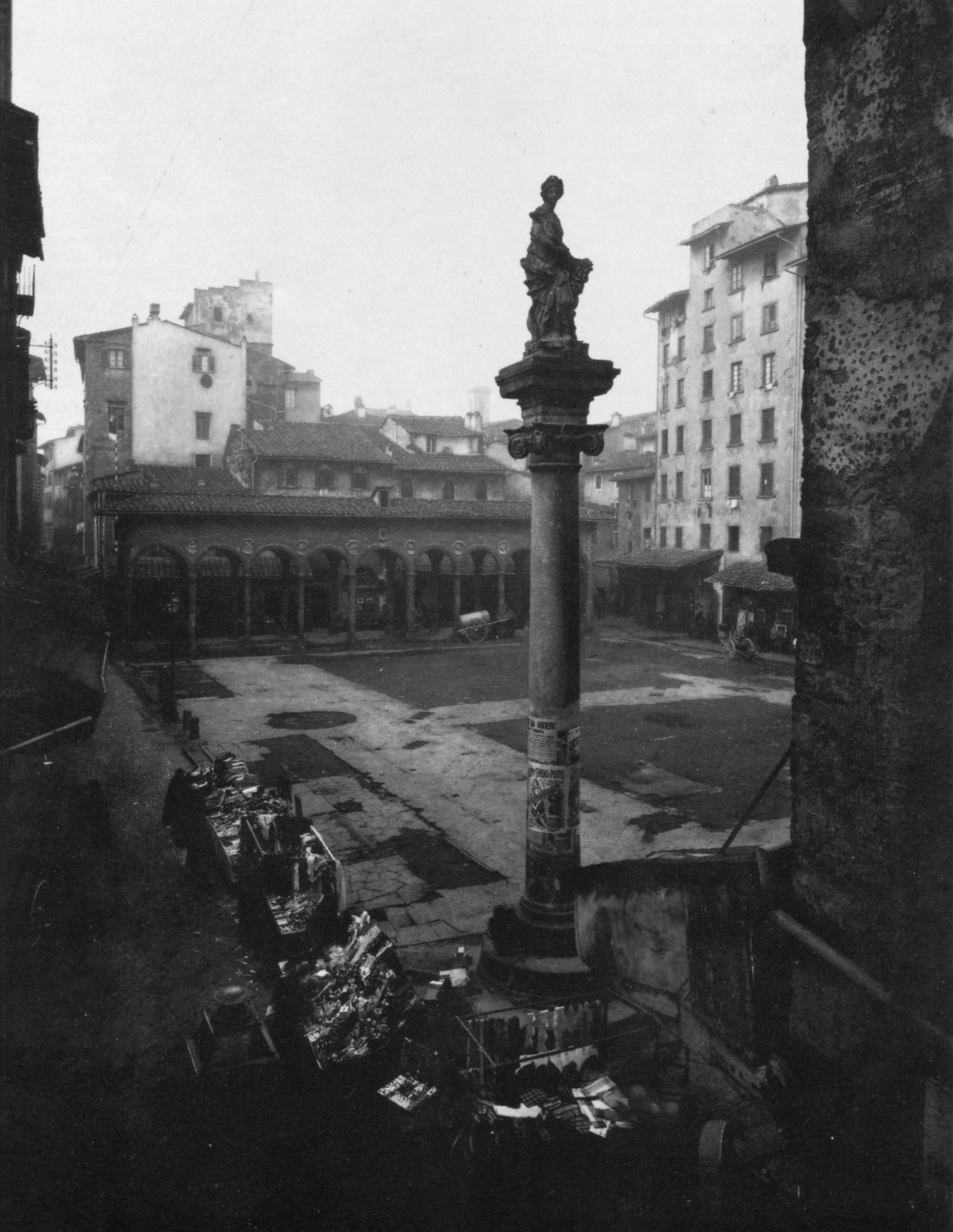
La colonna  e la loggia del Pesce dopo le prime demolizioni della piazza

### Ricostruzione

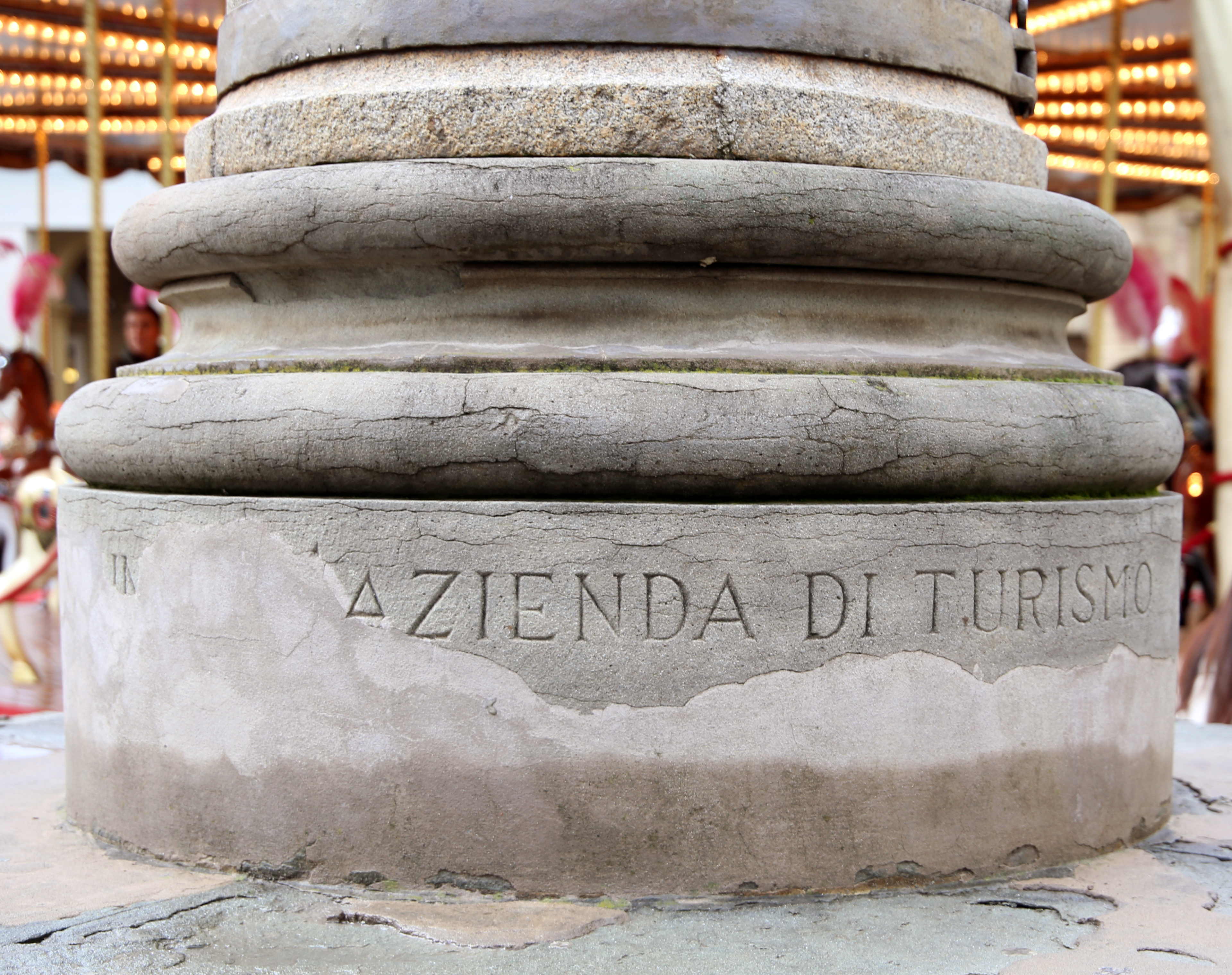
L'iscrizione sulla base della colonna che ne ricorda la ricollocazione nel 1956

Nel 1950 la Giunta Comunale deliberò la ricostruzione della colonna, con una nuova collocazione nel quartiere risanato di Santa Croce, in piazza Gaetano Salvemini, non lontano da un'altra memoria di Mercato Vecchio che si prevedeva e che effettivamente fu in quella zona poi ricostruita: la loggia del Pesce. Nel 1952, per mancanza di fondi, il progetto fu revocato, ma nel 1954 il sindaco Piero Bargellini, tramite il Comitato per l'Estetica cittadina, lo ripropose, questa volta nella sua sede originale. Ottenuto il nulla osta dall'Assessorato alle Belle Arti e un finanziamento dell'Azienda del Turismo, la colonna fu rimontata su progetto dell'ingegnere Giulio Cesare Lensi Orlandi Cardini, posizionando alla sua sommità una copia della scultura del Foggini realizzata da Mario Moschi. Per ringraziare la Cassa di Risparmio di Firenze per il sostanzioso contributo in questa impresa e nelle altre sostenute in quegli anni dal Comitato, venne concesso dal 18 giugno 1969 che la statua e il capitello del Foggini potessero essere esposti (in deposito della Soprintendenza) nella sede centrale della banca, dove ancora oggi si trova. 
Il 17 aprile 1956, alle ore 15, fu dunque ultimato il secondo rialzamento, ma in una posizione spostata di circa due metri da quella reale per comodità di traffico, il che impedì di ritrovare nello scavo di fondazione la colonna consacrata della colonia romana. Apparve tuttavia il pavimento a grandi lastre di marmo di Carrara, del Foro, a circa cinque metri sotto il pavimento odierno della piazza. Successivamente fu posato sulla colonna un capitello "scolpito eccezionalmente bene, sul ciglio d'una strada mugellana, da un vecchio scalpellino, che fece tutto da solo". Analogamente alla versione settecentesca, la statua poggia su un pulvino rialzato, non direttamente sul capitello.

### Messa in sicurezza

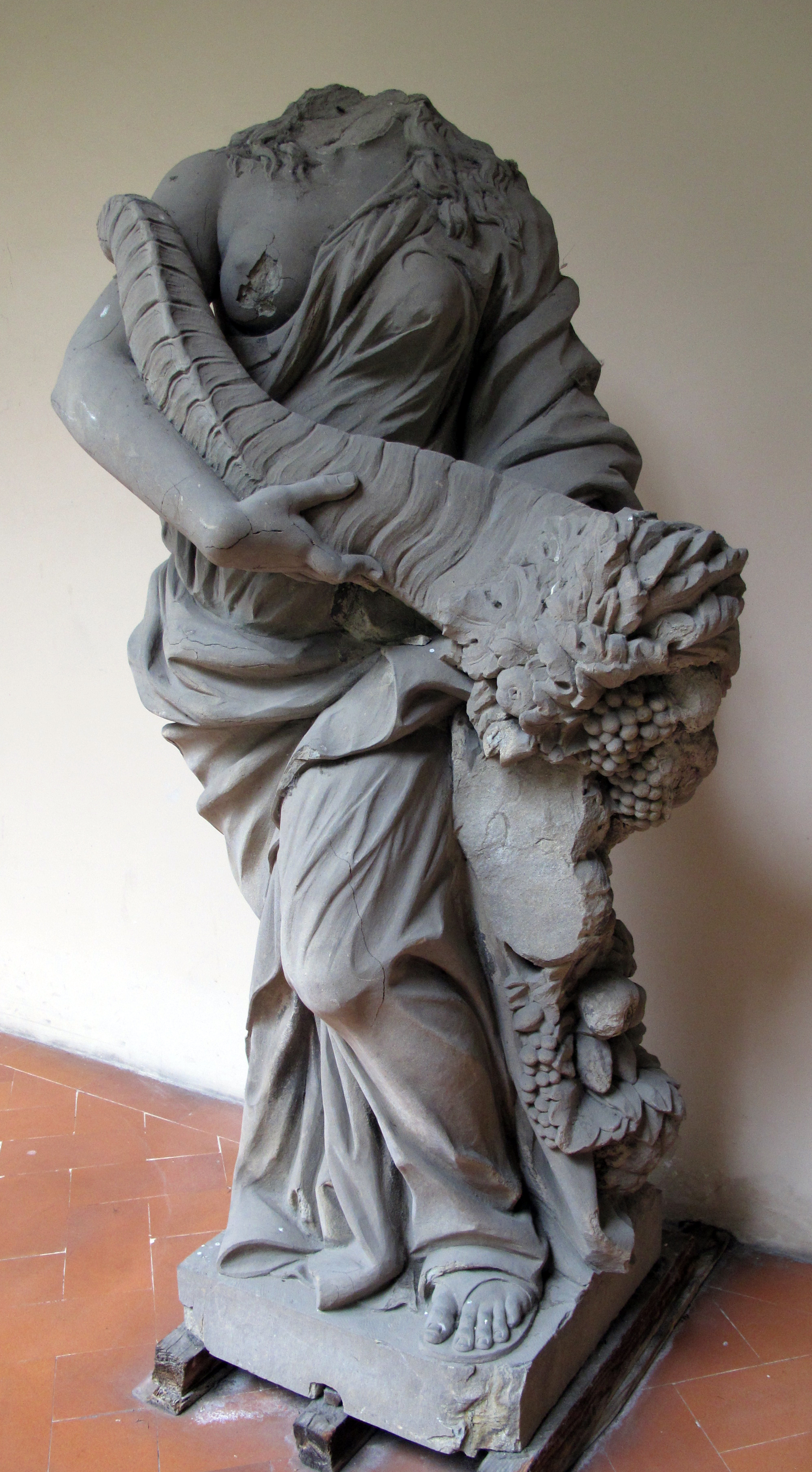
La statua del 1956, nel chiostro delle Oblate. La testa si staccò e andò distrutta nel 1980.

Nel 1980 la statua, oggetto già del distacco della testa, fu sostituita dall'Ufficio Belle Arti del Comune di Firenze con una in vetroresina: l'opera originale del Moschi si trova oggi nel chiostro del complesso delle Oblate, presso la Biblioteca comunale. 
Alla fine degli anni 1990 la colonna è stata oggetto di un intervento di restauro effettuato dall'Ufficio Belle Arti del Comune di Firenze (impresa esecutrice David Sollazzini & Figli) su progetto dell'architetto Giuseppe Cini e direzione dei lavori dell'architetto Claudio Cestelli. 
Nel pomeriggio del 4 gennaio 2012 una sezione del pulvino alla base della statua, del peso stimato di circa ottanta chili, si staccò crollando al suolo e frantumandosi in più parti. L'incidente, essendo avvenuto in un pomeriggio piovoso, non causò feriti, ma mise in luce l'urgenza di una messa in sicurezza del monumento, avviata quello stesso anno. Furono consolidati gli elementi lapidei e messa in sicurezza la statua, tramite la ditta esecutrice RAM Restauri Artistici e Monumentali, direzione dei lavori dell'architetto Giuseppe De Grazia nell'ambito del progetto promosso dal Comune di Firenze FLIC (Florence, I Care).

## Bibliografia

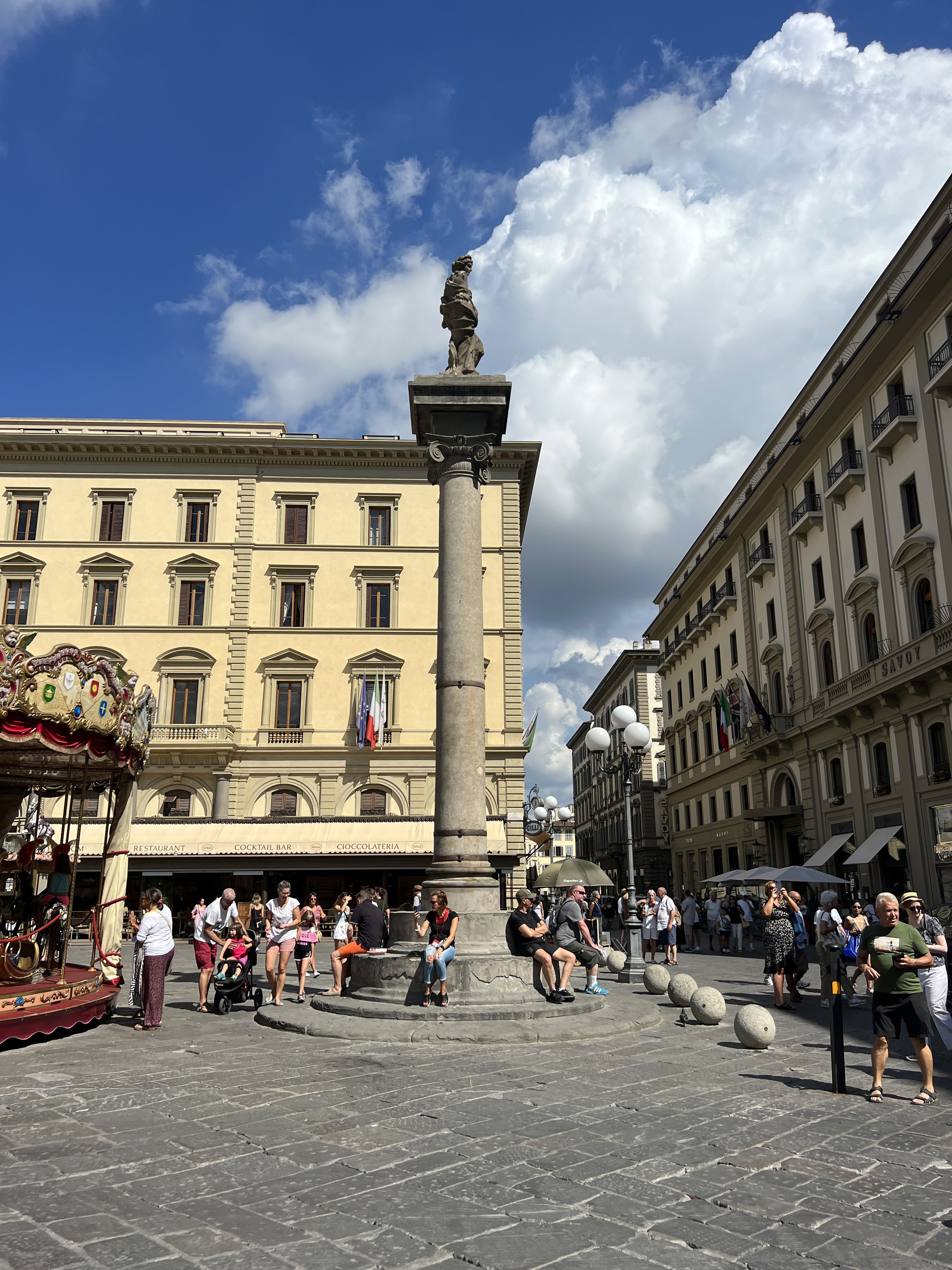
La colonna in piazza della Repubblica